# Marie-François-Emmanuel de Crussol
Marie-François-Emmanuel de Crussol, est un militaire et homme politique français né à Paris le 30 décembre 1756 et mort à Bonnelles (Seine-et-Oise) le 6 août 1843.

## Biographie
Fils de François-Emmanuel de Crussol (1728-1802), 9e duc d'Uzès, et de la duchesse Julie-Magdeleine de Pardaillan de Gondrin (-1799), il épouse en 1777 Amable-Émilie de Châtillon (-1840), (issue de l'illustre maison de Châtillon-branche de (Porcéan)-Bouville-ducs de Châtillon), et petite-fille de Louis-César de La Baume Le Blanc, duc de La Vallière. Ils ont deux enfants :
1. Adrien-François-Emmanuel (1778-1837), duc de Crussol, qui épouse en 1807 Catherine-Victoire-Victurnienne de Rochechouart-Mortemart (1776-1809), dont postérité ;
2. Alexandrine-Célestine (-1866), qui épouse en 1804 Bonabes Louis Victurnien Alexis, marquis de Rougé.

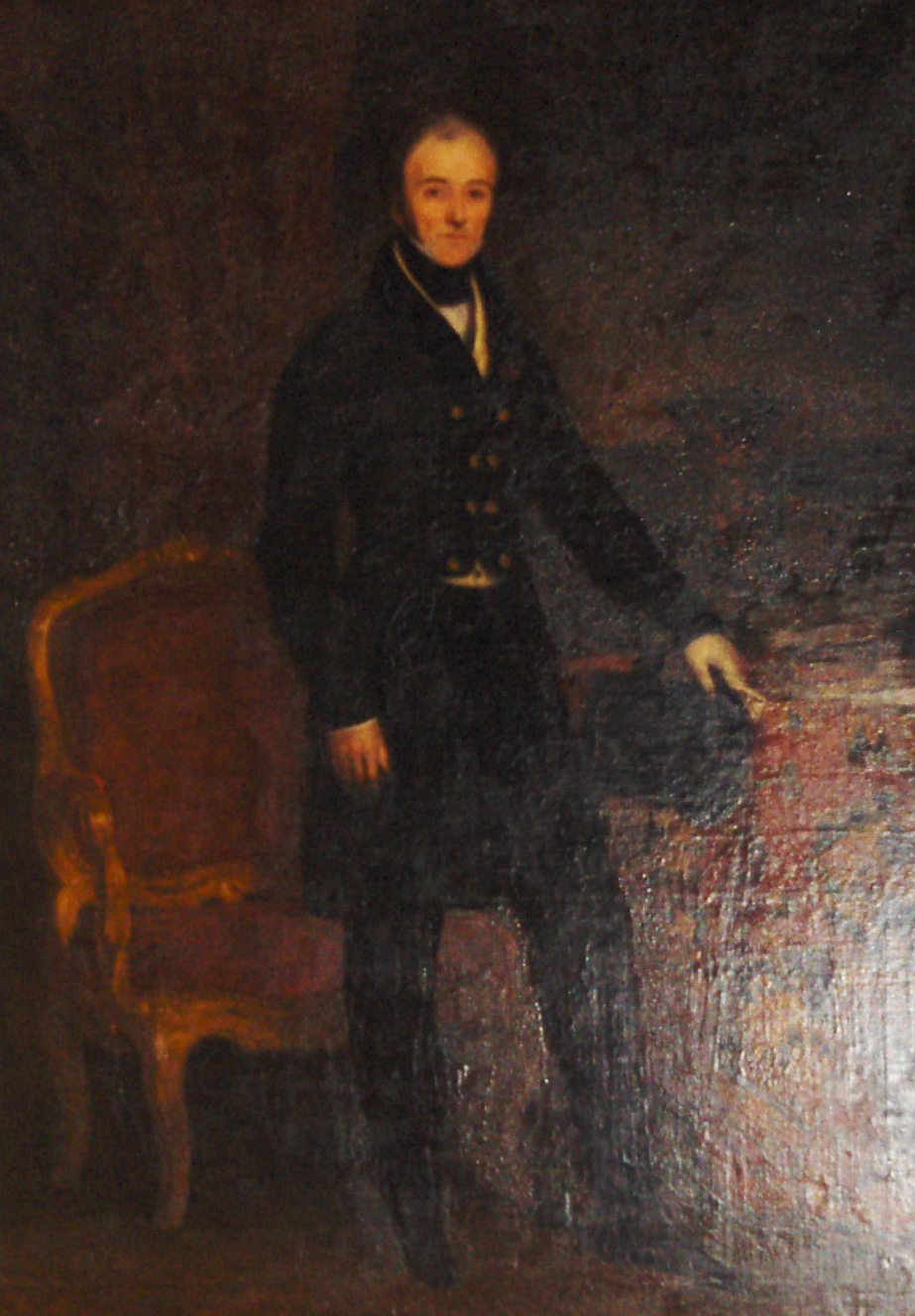
Adrien François Emmanuel
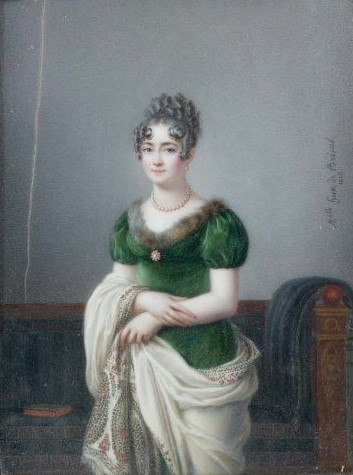
Alexandrine Celestine

Colonel du régiment de Berry en 1789, il émigre à la Révolution française et sert dans l'armée de Condé avec le grade de maréchal de camp. Il se retrouve dès mars 1797 à la cour de Russie à Saint-Pétersbourg, aux côtés de sa belle-sœur, Louise- Emmanuelle de Châtillon, par son mariage princesse de Tarente.
Il rentre en France à la Restauration et obtient la restitution de ses propriétés qui avaient été confisquées comme biens nationaux : notamment le château ducal d'Uzès et le domaine de Bonnelles (actuel département des Yvelines), dont la demeure, rebâtie peu avant la Révolution, a toutefois été démolie. Il y subsiste néanmoins une maison où il mourra en 1843, avant la construction du château actuel, au cœur d'un domaine qu'il a considérablement agrandi.
Il est nommé lieutenant général et pair de France le 4 juin 1814. À la Chambre des pairs, il vote constamment avec les ultras et se prononce pour la mort lors du procès du maréchal Ney. Il est fait chevalier du Saint-Esprit en 1825.
Le 29 mai 1825 aux sacre de Charles X, il remplace Louis VI Henri de Bourbon-Condé comme Grand maître de France au temps du sacre.

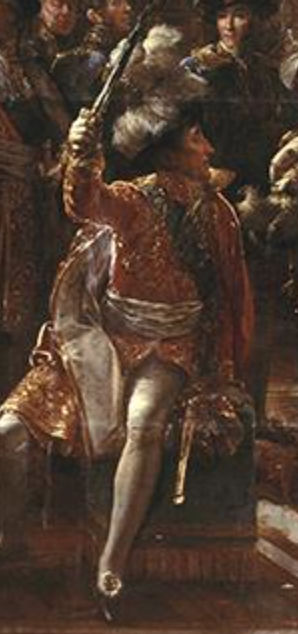
Le duc d'Uzès au sacre de Charles X

Après les Trois Glorieuses en 1830, il refuse de prêter serment à la monarchie de Juillet et quitte alors la Chambre haute.

### Sources
- « Marie-François-Emmanuel de Crussol », dans Adolphe Robert et Gaston Cougny, Dictionnaire des parlementaires français, Edgar Bourloton, 1889-1891 [détail de l’édition], tome V, p. 465
- https://histoire-image.org/fr/etudes/sacre-charles-x peint par François Pascal Simon Gérard